# Katolická moderna
Katolická moderna bylo české katolické literární hnutí, jehož část se později transformovala v církevně opravné hnutí navazující na evropský katolický modernismus. Idea církevních reforem se neobjevila poprvé až v rámci modernistického hnutí – to mělo své předchůdce v 1. polovině 19. stol. v podobě tzv. liberálního katolicismu, jejichž reprezentanty byli Raffaele Lambruschini (1788–1873), Johan Joseph Ignaz v. Döllinger (1799–1890), John Dalberg-Acton aj. Někteří autoři vidí kořeny ve filosofických názorech Maine de Birana (1766–1824), Louise Eugene Marie Bautina (1796–1867), Auguste Josepha Alphonse Gratryho (1805–1872) a v roce 2019 svatořečeného Johna Henryho Newmana (1801–1890). V českém jazyce píše ještě o kardinálu Newmanovi P. ThDr. Alois Lang.

## Historické pozadí
Devatenácté století přineslo rozpad dosavadní filozoficko-teologické koncepce světa. Křesťansky orientovaná literatura byla tímto rozpadem paralyzována a bránila se tak, že proti osvícenství, racionalismu a liberalismu stavěla dogmatickou ortodoxii a katolicitu jako absolutní zdroj pravdy – umění mělo tuto pravdu pouze ilustrovat.
80.–90. léta 19. století znamenají obrodu v katolickém filozofickém myšlení. V roce 1897 vydal papež Lev XIII. encykliku Aeterni Patris, vyzývající ke studiu scholastické filozofie Tomáše Akvinského, jež měla obrodit pokleslou úroveň soudobé katolické filozofie. Tím byl podnícen i zájem o dílo Aristotelovo.
Dosavadní vyhraněně katolická literární produkce vycházela většinou z folklórního odkazu a z didakticko-moralistických tradic Boleslava Jablonského, a nutně tak představovala v soudobém literárním životě anachronismus. Aristotelovsko-tomistické estetické zásady, propagované řadou studií zejména v časopise Hlídka literární, ovlivnily českou katolickou literaturu i kritiku.
V roce 1895 vychází almanach Pod jedním praporem, v němž se projevuje snaha pozvednout dosavadní pokleslou úroveň katolické literatury. Přispělo do něj 50 autorů, přičemž hlavními iniciátory byli tři kněží: Sigismund Bouška, Xaver Dvořák a Karel Dostál-Lutinov.
F. V. Krejčí je obdobně k České moderně nazval Katolickou modernou, přestože se sami se od České moderny distancovali. Časopiseckým orgánem Katolické moderny se stal Nový život (1896–1907), jehož vydavatelem a redaktorem byl Karel Dostál-Lutinov. Po jeho zániku převzala jeho roli revue Meditace vydávaná Vilémem Bitnarem, poté Dostálova Archa. Chronologický velmi stručný přehled "publikační činnosti" v letech 1892-1907 členů a příznivců shrnuje Batůšek.

## Hlavní cíle Katolické moderny
Hlavním cílem Katolické moderny byla snaha přiblížit českou křesťansky orientovanou literaturu soudobým literárním proudům a naplnit ji dobově estetizující religiozitou (inspirované díly J. K. Huysmanse nebo Barbey d’Aurevillyho). Navazovala na literární činnost rajhradského benediktina Pavla Julia Vychodila, autora čtyřdílné poetiky, a na jeho učitele Josefa Pospíšila, popularizátora T. Akvinského a Aristotela. Představitelé postupně hnutí transformovali a vytyčili církevně reformní a sociální požadavky a dostali se do souvislostí se snahami a ideami takových evropských katolických modernistů, jako byli Alfred Loisy, Georges Tyrrell či Herman Shell.
Projevily se zde dvě základní tendence:
1. Snaha spojit úsilí Katolické moderny s formálními výboji soudobého umění a se symbolismem (vazba na J. Vrchlického) (hlavní představitelé: Sigismund Bouška a Xaver Dvořák);
2. Snaha pokračovat v domácích tradicích a inspirovat se folklórními zdroji v duchu působení Františka Sušila (hlavní představitel: Karel Dostál-Lutinov).

Tento rozpor od začátku snižoval úroveň literárněkritické praxe Katolické moderny, jejíž umělecká tvorba nedokázala realizovat stanovené umělecké cíle a zůstala na okraji literárního vývoje, který obohatila pouze překlady katalánské a provensálské poezie. Z prozaiků Katolické moderny je nejvýznamnější Jindřich Šimon Baar.
Další vývoj katolické literatury na Katolickou modernu nenavazoval.

## Hlavní představitelé Katolické moderny

### Karel Dostál-Lutinov (1871–1923)
Karel Dostál-Lutinov (22. září 1871 – 29. listopadu 1923) žil a působil v Prostějově jako prostějovský farář, spisovatel a básník. Využíval pro svou poezii lidových zdrojů a domácí tradice. Byla to z větší části opožděná ohlasová poezie.
Poezie: Sedmikrásy 1895, Království boží na zemi 1900

### Ludvík Sigismund Bouška (1867–1942)
V jeho básnických sbírkách převažují náboženské kontemplace, snaha pohroužit se s františkánskou pokorou do přírody naplněné Božím dechem
Poezie: Pietas 1897, Duše v přírodě 1904, Legendy 1904

### František Skalík (1867–1904)
František Skalík (22. ledna 1867 Ostrožská Nová Ves – 10. prosince 1904) byl spoluzakladatel Katolické moderny, kněz, básník a překladatel. Působil v Želechovicích, Dobromilicích na Hané a Uherském Brodě.
Poezie: Sursum corda. Praha 1893, Bůh a svět. Uherský Brod 1898, Moriturus posmrtně vydal Dostál-Lutinov
Překlady: Jiskry Eucharistické. Olomouc: R. Promberger 1894, Malý biblický dějepis Bedřicha Justa Knechta. Frýburk v Breisgavě 1898
K předním sympatizantům patřil P. ThDr. Alois Lang (16. 6. 1869 v Držovicích - 6. 5. 1957 v Prostějově), středoškolský pedagog v Moravské Ostravě, papežský komoří, čestný konzistorní rada, kněz jubilár, literát.

## Družina literární a umělecká (1913–1948)
Družina literární a umělecká byl spolek vyhraněně katolických spisovatelů se sídlem v Olomouci. Rozhodující iniciativa k jeho založení vyšla od prostějovského rodáka, ř. k. kněze a publicisty, Ladislava Zamykala, vůdčími činiteli byli Karel Dostál-Lutinov (předseda 1919–1923) a Emanuel Masák (předseda 1924–1948). DLU sdružovala autory nejrůznějšího uměleckého zaměření od mystiků po regionální humoristy a autory sentimentální lidové četby i výtvarníky a hudebníky. Základem jejich spojení byl katolický světový názor. Hlavním orgánem DLU se stal literární časopis Archa (1912–1948), k sepsání dějin české literatury měl připravovat půdu časopis Archiv literární (1918–1922), zábavným obrázkovým měsíčníkem pro lidové vrstvy byl Rodinný obzor (1919–1923). Nejvýznamnější katolicky orientovaní tvůrci však stáli mimo DLU, pouze přechodně byl jejím členem Jaroslav Durych. Z překladatelů vynikli Otto František Babler, P. Svatopluk Bohumil Kyselý a P. Sigismund Bouška.

## Externí zdroje
- Katolická moderna v Lexikonu české literatury Ústavu pro českou literaturu AV ČR